# Інтегральний закон швидкості
Інтегральний закон швидкості (рос. интегральный закон скорости, англ. integrated rate law) — кінетичний закон, що описує зміну концентрації певного реагенту з часом. Його знаходять шляхом інтегрування відповідних диференційних рівнянь, записаних для конкретної реакції.
Наприклад, для реакції першого порядку
{\displaystyle A\to B}
для швидкості витрати А маємо диференційне рівняння
{\displaystyle {\frac {d[A]}{dt}}=-k[A].}
Інтегрування цього рівняння від нульового часу до заданого t, дає інтегральний закон швидкості: 
{\displaystyle \ln {\frac {[A]}{\ \,[A]_{0}}}=-kt,}
де [A]0 — початкова концентрація А, k — константа швидкості.